# Marjinka (obwód briański)
Marjinka (ros. Марьинка) – osiedle w Rosji, w obwodzie briańskim, w rejonie komariczskim. W 2010 liczyło 841 mieszkańców.